# Rhipidolestes chaoi
Rhipidolestes chaoi là loài chuồn chuồn trong họ Megapodagrionidae. Loài này được Wilson mô tả khoa học đầu tiên năm 2004.